# Classe Roussen
La Classe Roussen  est une classe de Navire d'attaque rapide de la marine grecque.

## Navires
| Code number | Nom grec name              | Traduction name             | Nom | Constructeur      | Lancé            | Commissionné     | Status            |
| ----------- | -------------------------- | --------------------------- | --- | ----------------- | ---------------- | ---------------- | ----------------- |
| P 67        | Υποπλοίαρχος Ρουσσέν       | Ypoploiarchos Roussen       | Lieutenant Nikolaos Roussen, killed during the suppression of the naval mutiny of 1944.                                                                     | Elefsis Shipyards | 12 November 2002 | 20 December 2005 | En service (2018) |
| P 68        | Υποπλοίαρχος Δανιόλος      | Ypoploiarchos Daniolos      | Lieutenant Antonios Daniolos, executive officer of the submarine Greek submarine (Triton), killed when the ship was sunk by the Germans on 16 November 1942 | Elefsis Shipyards | 8 July 2003      | 22 February 2006 | En service (2018) |
| P 69        | Υποπλοίαρχος Κρυσταλλίδης  | Ypoploiarchos Krystallidis  | Lieutenant Vyron Kristallidis, crew member of the auxiliary ship Pleias, killed when the ship was sunk by the Germans on 22 April 1941                      | Elefsis Shipyards | 6 April 2004     | 8 May 2006       | En service (2018) |
| P 70        | Υποπλοίαρχος Γρηγορόπουλος | Ypoploiarchos Grigoropoulos | Lieutenant Michail Grigoropoulos, executive officer of the destroyer Greek destroyer, killed when the ship was sunk by the Germans on 26 September 1943     | Elefsis Shipyards | 20 December 2005 | 1 October 2010   | En service (2018) |
| P 71        | Υποπλοίαρχος Ρίτσος        | Ypoploiarchos Ritsos        | Lieutenant Nikolaos Ritsos, killed on 16 November 1912 as commander of a naval infantry company during the capture of Chios from the Ottomans               | Elefsis Shipyards | 6 October 2006   | 10 January 2015  | En service (2018) |
| P 78        | Υποπλοίαρχος Καραθανάσης   | Ypoploiarchos Karathanasis  | Lieutenant Christodoulos Karathanasis, killed on 31 January 1996, during the Imia crisis, when the AB 212 helicopter PN 21 crashed into the sea             | Elefsis Shipyards | 1 June 2018      | 2019 (expected)  | En construction   |
| P 79        | Υποπλοίαρχος Βλαχάκος      | Ypoploiarchos Vlachakos     | Lieutenant Panagiotis Vlachakos, killed on 31 January 1996, during the Imia crisis, when the AB 212 helicopter PN 21 crashed into the sea                   | Elefsis Shipyards |                  | 2019 (expected)  | En construction   |